# Hothouse Creations Ltd.
Hothouse Creations Ltd. was een Brits bedrijf dat videospellen ontwikkelde. Het werd opgericht in 1996 door een groepje vrienden, en in de hoogtijdagen bestond het bedrijf uit meer dan 40 werknemers. Het eerste spel, en tevens het meest succesvolle, dat het bedrijf ontwikkelde was Gangsters: Organized Crime. Op 3 maart 2004 werd het bedrijf overgenomen door Zoo Publishing, Inc.. Het spel Crime Life: Gang Wars, dat voor de overname net afgemaakt was, werd nog onder Hothouse Creations Ltd. uitgebracht. 

## Ontwikkelde spellen
| Titel                               | Genre     | Platform         | Uitgebracht | Uitgever          |
| ----------------------------------- | --------- | ---------------- | ----------- | ----------------- |
| Gangsters: Organized Crime          | Strategie | PC               | 04-12-1998  | Eidos Interactive |
| Cutthroats: Terror on the High Seas | Strategie | PC               | 24-08-1999  | Eidos Interactive |
| Abomination: The Nemesis Project    | Strategie | PC               | 08-11-1999  | Eidos Interactive |
| Who Wants To Be A Millionaire?      | Trivia    | PC/GBA/PS/Mac/DC | 20-09-2000  | Eidos Interactive |
| Sky Sports Football Quiz            | Trivia    | PC/PS            | 23-11-2001  | THQ               |
| Casino Inc.                         | Simulatie | PC               | 23-03-2003  | Konami            |
| Pop Idol                            | Simulatie | PC/GBA/PS2       | 07-11-2003  | Codemasters       |
| American Idol                       | Simulatie | PC/GBA/PS2       | 11-11-2003  | Codemasters       |
| Gangsters 2: Vendetta               | Strategie | PC               | 23-01-2004  | Eidos Interactive |
| Crime Life: Gang Wars               | Strategie | PC/Xbox/PS2      | 30-09-2005  | Konami            |